# Gottgläubig
În Germania nazistă, gottgläubig (lit. „credincios în Dumnezeu” a fost un termen religios nazist pentru o formă de non-confesionalism și deism practicată de acei cetățeni germani care părăsiseră oficial bisericile creștine, dar mărturiseau credința într-o putere superioară sau într- un creator divin. Astfel de oameni erau numiți Gottgläubige („credincioși în Dumnezeu”), iar termenul pentru mișcarea generală era Gottgläubigkeit („credința în Dumnezeu”); termenul desemnează pe cineva care încă mai crede într-un Dumnezeu, deși fără a avea vreo apartenență religioasă instituțională. Acești naziști nu erau favorabili instituțiilor religioase din vremea lor și nici nu tolerau ateismul de orice tip în rândurile lor. Dicționarul filosofic din 1943 a definit gottgläubig ca: „desemnare oficială pentru cei care mărturisesc un fel de evlavie și moralitate potrivite speciei [germane ], fără a fi legați de o denominație bisericească, respingând totuși și ireligia și lipsa de Dumnezeu”. Gottgläubigkeit a fost o formă de deism și era „predominant bazată pe vederi creaționiste și deiste”. La recensământul din 1939, 3,5% din populația germană s-a identificat drept gottgläubig.